# Dansk Melodi Grand Prix 2023
La cinquantatreesima edizione del Dansk Melodi Grand Prix si è tenuta l'11 febbraio 2023 presso la Næstved Arena di Næstved e ha selezionato il rappresentante della Danimarca all'Eurovision Song Contest 2023.
Il vincitore è stato Reiley con Breaking My Heart.

## Organizzazione
Il 26 agosto 2022 l'emittente radiotelevisiva DR ha confermato la partecipazione della Danimarca all'Eurovision Song Contest 2023 a Liverpool e l'organizzazione della cinquantatreesima edizione del Dansk Melodi Grand Prix, competizione musicale tradizionalmente utilizzata per la scelta del rappresentante nazionale. Dal 9 settembre al 28 ottobre 2022 gli artisti interessati hanno potuto inviare le proprie proposte all'emittente.
Il festival si è tenuto in un'unica serata l'11 febbraio 2023 alla Næstved Arena di Næstved con la conduzione di Tina Müller e Heino Hansen. Per decretare i risultati è stata mantenuta la stessa formula dell'anno precedente: in una prima fase di voto pubblico, sono state selezionate le prime tre canzoni qualificate; i risultati sono quindi stati azzerati e un secondo round di votazione, questa volta suddiviso in uguali parti fra telespettatori e giuria, ha decretato il vincitore. Il televoto è avvenuto via SMS e app ufficiale della competizione. Per il quarto anno consecutivo, le esibizioni dal vivo sono state accompagnate dall'orchestra di DR.

## Partecipanti
I concorrenti e i relativi brani sono stati resi noti il 19 gennaio 2023.
| Artista               | Titolo                | Lingua  | Compositori                                                                                  |
| --------------------- | --------------------- | ------- | -------------------------------------------------------------------------------------------- |
| Eyjaa                 | I Was Gonna Marry Him | Inglese | Anders Hansen, Rasmus Olsen, Thomas Buttenschøn, Maria Broberg                               |
| Frederik Leopold      | Stuck on You          | Inglese | Lasse Lindorff, Frederik Jyll                                                                |
| Maia Maia             | Beautiful Bullshit    | Inglese | Joy Deb, Maja Barløse, Niclas Lundin                                                         |
| Mariyah LeBerg        | Human                 | Inglese | Chief 1, Moon Mariyah Ellise Traasdahl, Nermin Harambašić                                    |
| Micky Skeel           | Glansbillede          | Danese  | Micky Skeel Hansen, Martin Per Bjelke                                                        |
| Nicklas Sonne         | Freedom               | Inglese | Nicklas Sonne                                                                                |
| Reiley                | Breaking My Heart     | Inglese | Sivert Hjeltnes Hagtvet, Hilda Stenmalm, Bård Mathias Bonsaksen, Rani Petersen               |
| Søren Torpegaard Lund | Lige her              | Danese  | Tim Schou, Steven McClintock, Søren Torpegaard Lund, Martin Palme Skriver, Lasse Storm Olsen |

## Finale
La finale si è tenuta l'11 febbraio 2023 presso la Næstved Arena di Næstved ed è stata presentata da Tina Müller e Heino Hansen. L'ordine d'uscita è stato reso noto il 31 gennaio 2023.
| # | Artista               | Titolo                | Posizione |
| - | --------------------- | --------------------- | --------- |
| 1 | Frederik Leopold      | Stuck on You          | 7         |
| 2 | Eyjaa                 | I Was Gonna Marry Him | 6         |
| 3 | Micky Skeel           | Glansbillede          | 3         |
| 4 | Maia Maia             | Beautiful Bullshit    | 5         |
| 5 | Nicklas Sonne         | Freedom               | 2         |
| 6 | Mariyah LeBerg        | Human                 | 4         |
| 7 | Søren Torpegaard Lund | Lige her              | 8         |
| 8 | Reiley                | Breaking My Heart     | 1         |

### Superfinale
| # | Artista       | Titolo            | Punteggio | Punteggio | Punteggio | Posizione |
| # | Artista       | Titolo            | Giuria    | Televoto  | Totale    | Posizione |
| - | ------------- | ----------------- | --------- | --------- | --------- | --------- |
| 1 | Micky Skeel   | Glansbillede      | 8%        | 15%       | 23%       | 3         |
| 2 | Nicklas Sonne | Freedom           | 14%       | 20%       | 34%       | 2         |
| 3 | Reiley        | Breaking My Heart | 28%       | 15%       | 43%       | 1         |